# 制野秀一
制野 秀一（せいの しゅういち、1950年7月21日 - 2005年8月21日）は、山形県山形市出身の漫画家、イラストレーター。別名：せいの秀一、生田正次。

## 略歴
漫画家を目指し、高校を中退して上京。横山まさみち・つのだじろう・赤塚不二夫らのアシスタントを経て、1973年に『怒りの朝』（『週刊少年キング』掲載）でデビュー。主に官能劇画誌で活動するが、特撮テレビ番組のコミカライズで児童誌にも執筆する。
長女は、2003年初代TBSベイスターズガールの中嶋愛（めぐみ、旧姓：制野）。親子とも血液型はAB型である。
婿は、元プロ野球選手の中嶋聡。
2005年8月21日、心不全で死去。55歳没。

## 作品リスト
- 怒りの朝
- 怪物球団
- スクランブルズ4（原作：鏡丈二 『週刊少年チャンピオン』）
- 人造人間キカイダー（原作：石森章太郎 『小学三年生』1972年8月号 - 1973年5月号連載）
- キカイダー01（原作：石森章太郎 『小学三年生』1973年6月号 - 1974年3月号連載）
- ジャンボーグA（『小学三年生』1973年4月号 - 1974年1月号連載）生田正次 名義
- ダイヤモンドアイ（原作：川内康範 『小学一年生』1973年7月号 - 1974年3月号連載）
- 赤軍用心棒 （原作：真樹日佐夫 『現代カラテマガジン』 1973年連載）
- マシンハヤブサ（原作：望月三起也『小学三年生』 1976年4月号 - 9月号連載）
- 名たんていシャーロックホームズ 赤毛連盟事件（原作：コナン・ドイル 『小学三年生』1978年5月ふろく）
- 決闘ウルトラ兄弟（『小学三年生』1979年1月号・2月号連載）
- ウルトラセブン地球を救え（『小学四年生』1979年4月号掲載）
- 決闘タロウvsタロウ（『小学四年生』1979年5月号掲載）
- ウルトラマン最大の戦い（『小学四年生』1979年6月号掲載）
- 緊急発進 ウルトラの母を救え（『小学四年生』1979年7月号掲載）
- ウルトラマン物語 侵略惑星Xをつぶせ！（『小学四年生』1979年8月号掲載）
- ウルトラ戦士最後の決戦（『小学四年生』1979年9月号・10月号連載）
- 宇宙空母ブルーノア（『小学五年生』1979年12月号 - 1980年2月号連載）
- 特攻ウルトラ戦士（『コロコロコミック』1979年4月増刊号掲載）
- なくなゾフィー（『小学三年生』1979年5月号付録掲載）
- たたかえウルトラマンA（『小学三年生』1979年8月号付録掲載）
- ゾフィー死闘五番勝負（『小学三年生』1980年2月号付録掲載）
- ウルトラマン80（『小学三年生』1980年5月号 - 1981年1月号連載）
- 決闘！ウルトラ戦士（『小学三年生』1980年11月号付録掲載）
- ゾフィー死の決戦（『小学三年生』1981年1月号付録掲載）
- ウルトラ戦士銀河大戦争（『小学三年生』1981年5月号掲載）
- 戦え!アンドロ戦士　（『小学三年生』1982年5月号付録掲載）
- 特警ウインスペクター（『てれびくん』1990年連載）
- 特救指令ソルブレイン（『てれびくん』1991年連載）
- 王・張本ライバル物語
- 少女たちのエチュード
- 聖少女PART2
- 愛のふれあい（原作：富島健夫、脚色：北村芳雄）
- 初体験（原作：富島健夫、脚色：北村芳雄）
- 思春期（原作：富島健夫、脚色：北村芳雄）
- マンガ 会社法入門
- マンガ 銀行取引入門
- マンガ版 ここまでは誰でもやる 一流のサービスを知る25の具体例!!（原作：中谷彰宏）